# Iggy Azalea

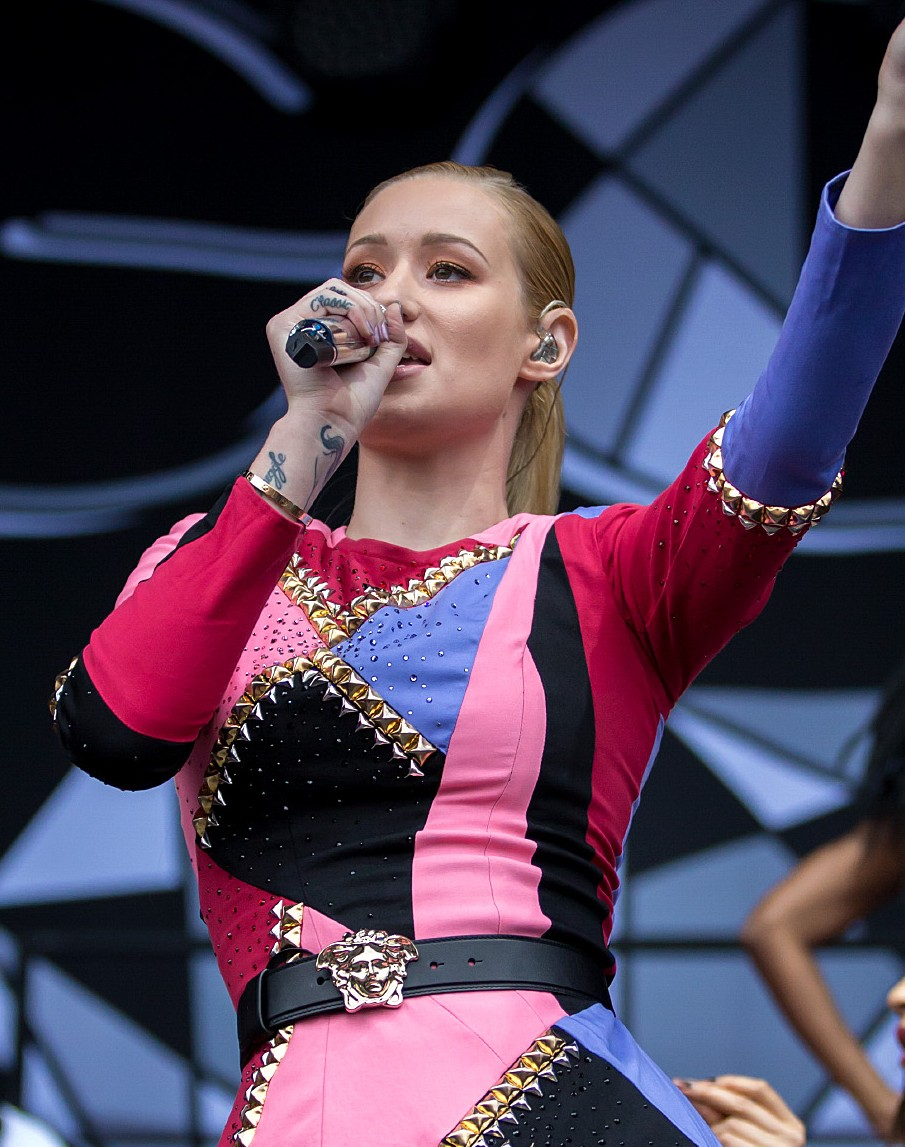
Iggy Azalea

Amethyst Amelia Kelly (Sydney, 7 de juny de 1990), més coneguda pel seu nom artístic Iggy Azalea, és una rapera, compositora i model australiana. Nascuda a Sydney i criada al petit poble de Mullumbimby, a Nova Gal·les del Sud, als 16 anys Azalea es va mudar als Estats Units cercant oportunitats per a fer carrera com a cantant de hip-hop i fou descoberta pel raper estatunidenc T.I., que la va ajudar a trobar el primer segell discogràfic i a desenvolupar les seves primeres obres musicals. El seu nom artístic és una barreja del nom de la seva mascota de la infantesa, una gossa anomenada Iggy, i del carrer principal del barri on va créixer, Azalea Street.
Va guanyar-se el reconeixement del públic després de l'estrena de vídeos musicals al “YouTube” per les seves cançons polèmiques anomenades “Pu$$y" i "Two Times” El 2012 va signar un contracte discogràfic amb el segell discogràfic “Grand Hustle”, de “T.I.”, guanyant l'atenció de la seva primera maqueta anomenada “Art ignorant”.
El seu primer àlbum, “The New Classic” (2014), va aconseguir arribar a les cinc millors posicions de diverses gràfiques de tot el món i, generalment, va rebre crítiques mixtes. L'àlbum estava compost per cinc senzills: “Work”, “Bounce”, “Change Your Life”, “Fancy” i “Black Widow”. “Fancy” va ser un èxit, aconseguint el número u a la llista “Billboard Hot 100”, convertint-se en la quart rapera en solitari que havia arribat al cim de “Hot 100”. A més a més, Azalea va ser inclosa a la cançó d'Ariana Grande, “Problem”, aconseguint el número dos a “Hot 100” darrere del seu propi senzill “Fancy”. Azalea es va unir a “The Beatles” com els únics actes per classificar els números u i dos de forma simultània amb els seus dos primers èxits a “Hot 100”. Azalea també va passar Lil' Kim com la rapera amb la cançó més duradora a la posició número u a “Billboard Hot 100”.

## Primers anys de vida
Amethyst Amelia Kelly va néixer a Sydney. La seva família es va traslladar a Mullumbimby, Nova Gal·les del Sud, quan ella encara era un nadó. La família vivia en una casa que el seu pare va construir a mà de toves i envoltada de 5 hectàrees (12 acres) de terra. El seu pare, Brendan Kelly, era pintor i dibuixant de còmics, mentre que la seva mare, Tanya, netejava cases i hotels de vacances. Azalea ha dit que ella també té algun avantpassat aborigen (Indígenes d'Austràlia): “La meva família va venir a Austràlia a la “Primera Flota”. La meva família ha estat al
país des de fa molt de temps, més de 100 anys. Si la seva família ha viscut a Austràlia durant molt de temps, tothom té una mica de sang arborígena. Sé que la meva família ho fa perquè tenim una característica als ulls que només les persones aborígens tenen”. Azalea ha dit que el seu pare “va fer que s'interessés per l'art quan era adolescent”, que sempre l'ha influït al seu treball i a la vida. Azalea va començar a rapejar als 14 anys. Abans d'embarcar-se en una carrera en solitari, Azalea va formar un grup amb dues altres nenes del seu barri: “Sentia que podia ser una rapera. Això podria ser com la banda “TLC” i jo seré “Left Eye”. Azalea finalment va decidir dissoldre el grup perquè les altres noies no s'ho prenien seriosament: “Em prenc tot el que faig seriosament (va dir). Sóc massa competitiva”.
Seguint el seu desig de traslladar-se als Estats Units, Azalea va abandonar l'escola secundària. Va treballar i guardar els diners que guanyava netejant habitacions d'hotel i cases de vacances amb la seva mare. Ella afirma haver odiat l'escola, que, excepte la classe d'art, només la va fer miserable. Ella també va dir que no tenia amics i que era objecte de burles pels seus vestits fets a casa. Azalea va viatjar als Estats Units el 2006, poc abans de complir els 16. Ella va dir als seus pares que anava “de vacances” amb un amic, però finalment va decidir quedar-se i, poc després, els va dir que no tornaria a casa: “Em vaig sentir atreta a Amèrica perquè em sentia com una estrangera al meu propi país. Estava enamorada del hip hop i Amèrica és el seu lloc de naixement, així que em vaig imaginar com de prop que estava de la música, com de feliç que estaria. Tenia raó”. Ella recorda: “La meva mare estava plorant, dient-me: “Cuida’t”. Estava pensant, “Vaig per mi mateixa. Estic fotudament boja!” Després de la seva arribada, ella va obtenir el seu “GED” (“desenvolupament educatiu general”, en anglès) i va residir als EUA amb una exempció de visat per a sis anys, havent de deixar el país cada tres mesos per renovar-lo. A partir de febrer del 2013, Azalea es trobava als EUA amb un visat de cinc anys.